# 中頓別町
中頓別町（なかとんべつちょう）は、北海道の宗谷総合振興局南部に位置する町。宗谷地方の南部に位置し、唯一海に面さない自治体である。

## 町名の由来
「頓別」が頓別川流域を表す大地名となったのちの1916年（大正5年）に、枝幸村（→枝幸町）から頓別川流域を分村するにあたって頓別村と命名された。
その後、1921年（大正10年）に頓別川上・中流域をさらに分村するにあたって、新しい村の中心となったのがすでに中頓別駅が設置されていた（1916年開業）中頓別市街であったことから「中頓別村」と命名された。

## 地理
山岳部に位置しており、中央には敏音知岳や松音知岳、西部には天塩山脈に連なる山々があり、東部はポロヌプリ岳に連なる北見山地の裾野となっている。町面積の8割が森林。
- 山: ポロヌプリ山（841m）、知駒岳（529m）、パンケ山（632m）、ペンケ山（716m）、敏音知岳（704m）、松音知岳（531m）
- 河川: 頓別川、平賀内川、兵知安川、間の川、イッチャンナイ川、笹野川（通称：ザリガニの川）、角田の沢川
- 湖沼:

### 隣接している自治体
- 宗谷総合振興局
  - 枝幸郡：浜頓別町、枝幸町
  - 天塩郡：幌延町
- 上川総合振興局
  - 中川郡：中川町、音威子府村

## 気候
ケッペンの気候区分によると、中頓別町は湿潤大陸性気候に属する。寒暖の差が大きく気温の年較差、日較差が大きい顕著な大陸性気候である。降雪量が多く、周辺の自治体と同様に特別豪雪地帯に指定されている。
冬季に-30℃前後の気温が観測されることが珍しくなく、近年でも2011年1月30日に-30.1℃、2012年2月25日に-30.8℃、2013年1月17日に-31.9℃、2014年2月8日に-30.0℃を観測している。
| 中頓別（1991年 - 2020年、標高25m）の気候 | 中頓別（1991年 - 2020年、標高25m）の気候 | 中頓別（1991年 - 2020年、標高25m）の気候 | 中頓別（1991年 - 2020年、標高25m）の気候 | 中頓別（1991年 - 2020年、標高25m）の気候 | 中頓別（1991年 - 2020年、標高25m）の気候 | 中頓別（1991年 - 2020年、標高25m）の気候 | 中頓別（1991年 - 2020年、標高25m）の気候 | 中頓別（1991年 - 2020年、標高25m）の気候 | 中頓別（1991年 - 2020年、標高25m）の気候 | 中頓別（1991年 - 2020年、標高25m）の気候 | 中頓別（1991年 - 2020年、標高25m）の気候 | 中頓別（1991年 - 2020年、標高25m）の気候 | 中頓別（1991年 - 2020年、標高25m）の気候 |
| 月                                       | 1月                                      | 2月                                      | 3月                                      | 4月                                      | 5月                                      | 6月                                      | 7月                                      | 8月                                      | 9月                                      | 10月                                     | 11月                                     | 12月                                     | 年                                       |
| ---------------------------------------- | ---------------------------------------- | ---------------------------------------- | ---------------------------------------- | ---------------------------------------- | ---------------------------------------- | ---------------------------------------- | ---------------------------------------- | ---------------------------------------- | ---------------------------------------- | ---------------------------------------- | ---------------------------------------- | ---------------------------------------- | ---------------------------------------- |
| 最高気温記録 °C （°F）                   | 7.6 (45.7)                               | 11.9 (53.4)                              | 15.8 (60.4)                              | 26.4 (79.5)                              | 30.9 (87.6)                              | 33.1 (91.6)                              | 35.8 (96.4)                              | 35.8 (96.4)                              | 32.4 (90.3)                              | 25.5 (77.9)                              | 19.7 (67.5)                              | 10.4 (50.7)                              | 35.8 (96.4)                              |
| 平均最高気温 °C （°F）                   | −3.4 (25.9)                              | −2.5 (27.5)                              | 1.8 (35.2)                               | 8.5 (47.3)                               | 15.8 (60.4)                              | 19.6 (67.3)                              | 23.3 (73.9)                              | 24.4 (75.9)                              | 21.1 (70)                                | 14.2 (57.6)                              | 5.5 (41.9)                               | −1.2 (29.8)                              | 10.6 (51.1)                              |
| 日平均気温 °C （°F）                     | −8.4 (16.9)                              | −8.5 (16.7)                              | −3.2 (26.2)                              | 3.5 (38.3)                               | 9.7 (49.5)                               | 13.8 (56.8)                              | 17.9 (64.2)                              | 19.1 (66.4)                              | 15.0 (59)                                | 8.4 (47.1)                               | 1.5 (34.7)                               | −5.3 (22.5)                              | 5.3 (41.5)                               |
| 平均最低気温 °C （°F）                   | −15.4 (4.3)                              | −16.7 (1.9)                              | −10.1 (13.8)                             | −1.9 (28.6)                              | 3.6 (38.5)                               | 8.4 (47.1)                               | 13.3 (55.9)                              | 14.5 (58.1)                              | 9.3 (48.7)                               | 2.7 (36.9)                               | −2.8 (27)                                | −10.9 (12.4)                             | −0.5 (31.1)                              |
| 最低気温記録 °C （°F）                   | −35.9 (−32.6)                            | −35.6 (−32.1)                            | −30.0 (−22)                              | −16.7 (1.9)                              | −6.3 (20.7)                              | −2.6 (27.3)                              | 1.9 (35.4)                               | 3.5 (38.3)                               | −0.6 (30.9)                              | −7.2 (19)                                | −18.7 (−1.7)                             | −26.9 (−16.4)                            | −35.9 (−32.6)                            |
| 降水量 mm （inch）                       | 92.4 (3.638)                             | 66.3 (2.61)                              | 72.2 (2.843)                             | 56.7 (2.232)                             | 68.4 (2.693)                             | 66.6 (2.622)                             | 120.2 (4.732)                            | 145.5 (5.728)                            | 141.8 (5.583)                            | 155.8 (6.134)                            | 152.8 (6.016)                            | 126.1 (4.965)                            | 1,264.7 (49.791)                         |
| 降雪量 cm （inch）                       | 219 (86.2)                               | 172 (67.7)                               | 136 (53.5)                               | 41 (16.1)                                | 2 (0.8)                                  | 0 (0)                                    | 0 (0)                                    | 0 (0)                                    | 0 (0)                                    | 2 (0.8)                                  | 84 (33.1)                                | 233 (91.7)                               | 886 (348.8)                              |
| 平均降水日数 （≥1.0 mm）                 | 20.5                                     | 16.6                                     | 15.9                                     | 11.3                                     | 10.7                                     | 9.4                                      | 10.4                                     | 11.5                                     | 13.7                                     | 16.6                                     | 20.6                                     | 22.4                                     | 179.5                                    |
| 平均月間日照時間                         | 52.3                                     | 74.4                                     | 116.5                                    | 147.3                                    | 176.0                                    | 156.3                                    | 135.9                                    | 134.0                                    | 154.1                                    | 124.3                                    | 55.7                                     | 33.7                                     | 1,356.1                                  |
| 出典1：Japan Meteorological Agency       |                                          |                                          |                                          |                                          |                                          |                                          |                                          |                                          |                                          |                                          |                                          |                                          |                                          |
| 出典2：気象庁                            |                                          |                                          |                                          |                                          |                                          |                                          |                                          |                                          |                                          |                                          |                                          |                                          |                                          |

## 歴史
- 1921年（大正10年）4月 - 頓別村（現浜頓別町）から分立、枝幸郡中頓別村が発足。
- 1949年（昭和24年）11月 - 町制施行し中頓別町となる。

## 行政

### 歴代首長
出典：
| 代                 | 氏名               | 就任                   | 退任                   | 備考               |
| 中頓別村長（官選） | 中頓別村長（官選） | 中頓別村長（官選）     | 中頓別村長（官選）     | 中頓別村長（官選） |
| ------------------ | ------------------ | ---------------------- | ---------------------- | ------------------ |
| 初                 | 森井清             | 1921年（大正10年）4月  | 1923年（大正12年）2月  |                    |
| 2                  | 岡恵舜             | 1923年（大正12年）5月  | 1926年（大正15年）7月  |                    |
| 3                  | 近藤定志           | 1926年（大正15年）9月  | 1928年（昭和3年）5月   |                    |
| 4                  | 村賀多良明         | 1928年（昭和3年）5月   | 1931年（昭和6年）3月   |                    |
| 5                  | 島田長太郎         | 1931年（昭和6年）4月   | 1932年（昭和7年）3月   |                    |
| 6                  | 佐藤友太郎         | 1932年（昭和7年）3月   | 1946年（昭和21年）11月 |                    |
| 中頓別村長（公選） |                    |                        |                        |                    |
| 7                  | 浅水辰蔵           | 1947年（昭和22年）4月  | 1949年（昭和24年）10月 |                    |
| 中頓別町長（公選） |                    |                        |                        |                    |
| 7                  | 浅水辰蔵           | 1949年（昭和24年）11月 | 1955年（昭和30年）4月  | 2期                |
| 8                  | 野邑清美           | 1955年（昭和30年）5月  | 1971年（昭和46年）4月  | 4期                |
| 9                  | 朝日春吉           | 1971年（昭和46年）5月  | 1979年（昭和54年）4月  | 2期                |
| 10                 | 谷野文衛           | 1979年（昭和54年）5月  | 1987年（昭和62年）4月  | 2期                |
| 11                 | 山上登             | 1987年（昭和62年）5月  | 1999年（平成11年）4月  | 3期                |
| 12                 | 野邑智雄           | 1999年（平成11年）5月  | 2015年（平成27年）4月  | 4期                |
| 13                 | 小林生吉           | 2015年（平成27年）5月  | 現職                   | 2期                |

- 町議会：議員定数8人

## 財政

### 平成22年度決算による財政状況
- 住基人口 1,993人
- 標準財政規模 26億1,795万円
- 財政力指数 0.10 （類似団体平均0.25）- 非常に悪い
- 経常収支比率 70.6% (類似団体平均81.1%）- 類似団体を下回り、財政の弾力性が高まっている
- 実質収支比率 4.2%(類似団体平均8.3%）
- 実質単年度収支 2,443万9千円～標準財政規模の0.9%の黒字額
- 地方債現在高 53億2,038万5千円（人口1人当たり266万9,536円）
- 普通会計歳入合計 38億2,842万5千円
  - 地方税 1億6,107万5千円（構成比 4.2%）
  - 地方交付税 23億8,469万3千円（構成比 62.3%）- 歳入の50%以上を交付税に依存
  - 地方債 3億1,155万7千円（構成比 8.1%）
- 普通会計歳出合計 37億978万2千円
  - 人件費 4億7,341万6千円（構成比 12.8%）
    - うち職員給 2億7,229万9千円（構成比 7.3%）

  - 扶助費 1億9,465万7千円（構成比 5.2%）
  - 公債費 9億4,039万7千円（構成比 25.3%）

基金の状況
- 1財政調整基金 2億1,419万円
- 2減債基金 5億8,382万3千円
- 3その他特定目的基金 10億1,955万8千円
合計 18億1,757万1千円（人口1人当たり91万1,977円）

定員管理の適正度（平成22年度）
- 人口1,000人当たり職員数 24.08人（類似団体平均23.79人）- 平均的な職員数：類似団体平均の1.0倍
- 一般職員46人 （うち技能系労務職0人）、教育公務員2人、消防職員0人、臨時職員0人 一般職員等合計 48人
- ラスパイレス指数 97.1 （道内市町村平均96.6）- 平均を上回り、財政健全化のため職員人件費削減など何らかの取り組みも必要では？
- 参考 
  - 一般職員等（48人）一人当たり給料月額 33万9,600円 （職員手当を含まない）
  - 職員給（給料＋手当）÷一般職員等（48人）＝567万3千円～給料月額の16.7か月分

### 健全化判断比率・資金不足比率（平成23年度決算～確報値）
健全化判断比率
- 実質赤字比率 －%（黒字のため比率が算定されず）
- 連結実質赤字比率 －%（黒字のため比率が算定されず）
- 実質公債費比率 18.7%
- 将来負担比率 0.0%

資金不足比率
- （全公営企業会計で資金不足額がなく、比率が算定されず）

※　平成20年度～平成21年度まで、 実質公債費比率（ピーク時28.3%）で財政健全化団体となった。

## 経済

### 産業
酪農、林業が盛ん。

### 立地企業
- 森永乳業株式会社 宗谷支所

### 農協
- 東宗谷農業協同組合（JA東宗谷）中頓別支所

### 金融機関
- 稚内信用金庫中頓別支店

### 郵便局
- 中頓別郵便局（集配局）
- 小頓別郵便局

### 宅配便
- ヤマト運輸：道北主管支店北海道浜頓別センター（浜頓別町）
- 佐川急便：浜頓別営業所（浜頓別町）

## 公共機関

### 国の機関
- 中頓別簡易裁判所

### 道の機関
- 宗谷農業改良普及センター

### 警察
- 枝幸警察署中頓別駐在所

## 姉妹都市・提携都市

### 国内
- 姉妹都市
  - 広島県豊田郡大崎上島町 （旧東野町）

## 地域

### 人口
| |                                          |  |
| 中頓別町と全国の年齢別人口分布（2005年） | 中頓別町の年齢・男女別人口分布（2005年） |  |
| ■紫色 ― 中頓別町 ■緑色 ― 日本全国 | ■青色 ― 男性 ■赤色 ― 女性                |  |
| 中頓別町（に相当する地域）の人口の推移 \| 1970年（昭和45年） \| 5,395人 \| \| \| 1975年（昭和50年） \| 4,537人 \| \| \| 1980年（昭和55年） \| 4,203人 \| \| \| 1985年（昭和60年） \| 3,610人 \| \| \| 1990年（平成2年） \| 3,056人 \| \| \| 1995年（平成7年） \| 2,754人 \| \| \| 2000年（平成12年） \| 2,518人 \| \| \| 2005年（平成17年） \| 2,289人 \| \| \| 2010年（平成22年） \| 1,975人 \| \| \| 2015年（平成27年） \| 1,757人 \| \| \| 2020年（令和2年） \| 1,637人 \| \| |                                          |  |
| 総務省統計局 国勢調査より |                                          |  |
| 1970年（昭和45年） | 5,395人                                  |  |
| 1975年（昭和50年） | 4,537人                                  |  |
| 1980年（昭和55年） | 4,203人                                  |  |
| 1985年（昭和60年） | 3,610人                                  |  |
| 1990年（平成2年） | 3,056人                                  |  |
| 1995年（平成7年） | 2,754人                                  |  |
| 2000年（平成12年） | 2,518人                                  |  |
| 2005年（平成17年） | 2,289人                                  |  |
| 2010年（平成22年） | 1,975人                                  |  |
| 2015年（平成27年） | 1,757人                                  |  |
| 2020年（令和2年） | 1,637人                                  |  |

### 消滅集落
2015年国勢調査によれば、以下の集落は調査時点で人口0人の消滅集落となっている。
- 栄、秋田、神崎、岩手（字の名称は省略）

### 教育
現存
- 中学校
  - 中頓別町立中頓別中学校
- 小学校
  - 中頓別町立中頓別小学校

過去
- 高等学校
  - 北海道中頓別農業高等学校（2008年（平成20年）3月1日をもって廃校）
- 小学校
  - 中頓別町立正勝小学校（1975年閉校）
  - 中頓別町立藤井小学校（1983年閉校）
  - 中頓別町立上頓別小学校（1989年閉校）
  - 中頓別町立松音知小学校（1999年閉校）
  - 中頓別町立敏音知小学校（2006年閉校）
- 小中学校
  - 中頓別町立兵安小中学校（1973年閉校）
  - 中頓別町立小頓別小中学校（2009年閉校）

## 交通

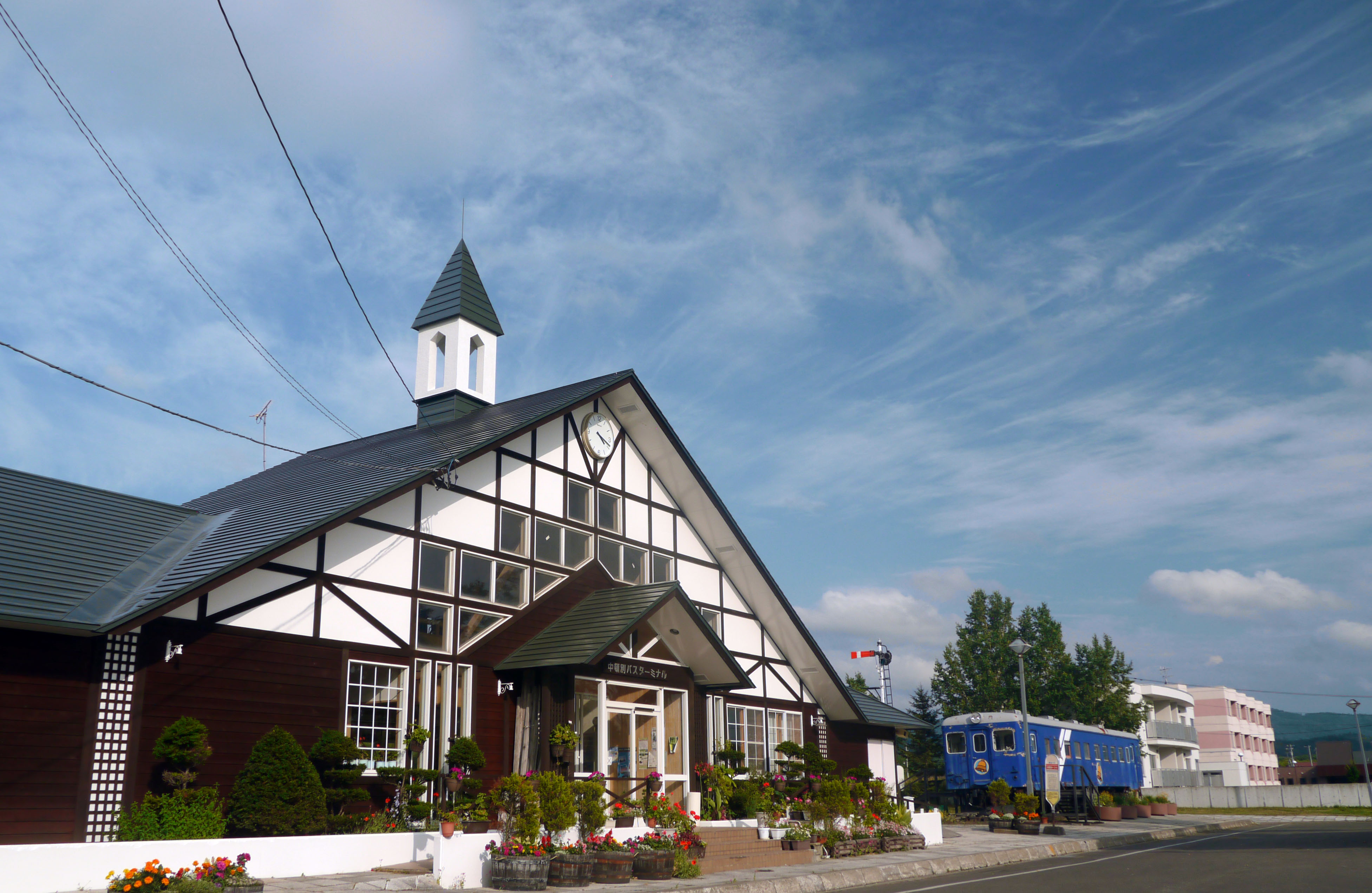
中頓別バスターミナル

### 空港
町内に空港はない。最寄りの空港は稚内空港 （稚内市）である。

### 鉄道
町内を鉄道路線は通っていない。鉄道を利用する場合の最寄り駅は、JR北海道宗谷本線音威子府駅。

#### 廃止された鉄道路線
かつては、JR北海道の天北線が通っていた（1989年（平成元年）5月1日廃止）。町内には、以下の駅があった。
- 小頓別駅 - 上頓別駅 - 恵野駅 - 敏音知駅 - 周磨駅 - 松音知駅 - 上駒駅 - 中頓別駅 - 寿駅 - 新弥生駅

### バス
- 宗谷本線稚内駅と音威子府駅の間に、宗谷バスによる代替路線が運行されていたが、2023年（令和5年）9月30日の運行をもって廃止となり、音威子府駅との間はデマンドバスでの運行となった[7]。上記以外に、宗谷バスにより旭川駅と鬼志別バスターミナルとを結ぶ都市間バス「天北号」が運行されている。

### 道路
- 一般国道
  - 国道275号
- 都道府県道
  - 北海道道12号枝幸音威子府線
  - 北海道道120号美深中頓別線
  - 北海道道399号中頓別停車場線
  - 北海道道400号小頓別停車場線
  - 北海道道647号兵安上頓別停車場線
  - 北海道道785号豊富中頓別線
- 道の駅
  - ピンネシリ

## 名所・旧跡・観光スポット・祭事・催事

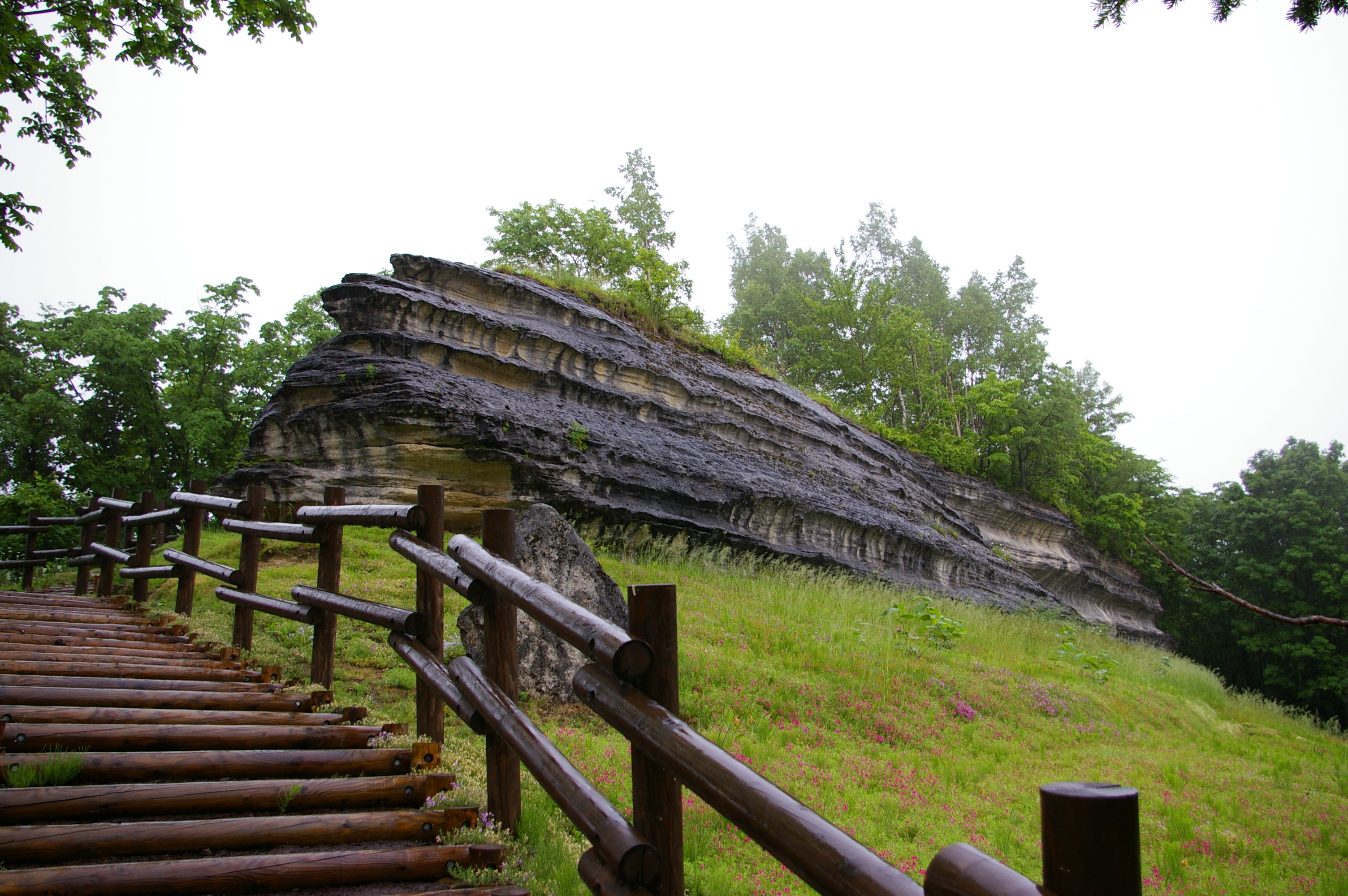
軍艦岩

### 文化財

#### 登録有形文化財
- 旧丹波屋旅館和館
- 旧丹波屋旅館洋館

### 観光
- 中頓別鍾乳洞 - 北海道指定天然記念物
- ピンネシリ温泉
- 護国山大法寺(北海道三十三観音霊場23番札所)

## 出身有名人
- 八木祐四郎（1929年 - 2001年、元JOC会長）
- 江田由紀浩（俳優）
- 斎藤忍随（哲学者、東京大学名誉教授）